# Waldron, England
Waldron är en by i civil parish Heathfield and Waldron, i distriktet Wealden, i grevskapet East Sussex i England. Byn är belägen 16 km från Lewes. Waldron var en civil parish fram till 1990 när blev den en del av Heathfield and Waldron. Civil parish hade 2 634 invånare år 1961. Byn nämndes i Domedagsboken (Domesday Book) år 1086, och kallades då Waldere/Waldrene.